# Райнгард фон Геммінген-Горнберг (1710–1775)
Райнгард фон Геммінген-Горнберг (нім. Reinhard von Gemmingen-Hornberg; 16 липня 1710, Дармштадт — 27 листопада 1775, Бад-Фрідріхсгалль) — німецький воєначальник, фельдмаршал-лейтенант Священної Римської імперії.

## Біографія
Райнгард був старшим сином Райнгарда фон Геммінген-Горнберга (1677–1750), таємного радника Гессен-Дармштадта та пізніше генерального директора Імперського лицарства. До того, як йому виповнилося 18 років, він приєднався до 42-го піхотного полку Імперської армії та брав участь у численних кампаніях в Італії, Нідерландах та на Рейні. В 1734 він був у Неаполі, а в 1737 боровся проти турків при облогі Уззи. В 1739 він став майором в полку «Оюллі», пізніше — в полку «Гайсрюк». У битві при Деттінгені в 1743 році він заслужив таку повагу, що англійський король запропонував йому власний полк. До 1745 року він був полковником і командиром полку. У 1755 році він був зроблений в генерал-майори. Під час Прусської війни він дослужився до звання фельдмаршал-лейтенанта в 1757 році, був поранений у битві при Гольцберзі та битві при Бреслау і ненадовго потрапив у полон під час облоги Бреслау. У битві при Гохкірху 14 жовтня 1758 року він відзначився в бою з прусськими військами і згодом був нагороджений Військовим орденом Марії Терезії. В 1759 він командував корпусом на кордоні Богемії, де забезпечив відступ корпусу Аремберга, але згодом був змушений здатися. Він знову був узятий у полон біля Пречендорфа. Пізніше він став генералом у Брно. У 1769 році йому був наданий полк «Гайсрюк», який до 1775 року носив назву «Геммінген».
Після смерті брата Ебергарда Августа (1717–1758) Райнгард став єдиним власником замкового маєтку Кохендорф. У 1767 році імператор Йосиф II знову подарував йому дві третини земель, що належать Кохендорфу. Він помер у 1775 році і був похований у церкві у Неккарциммерні.

## Сім'я
В 1743 році одружився з Софією Фрідерікою фом Штайн (1715–1776). У цьому шлюбі народилося 9 дітей, з яких лише троє досягли повноліття.

## Нагороди
- Військовий орден Марії Терезії, лицарський хрест[2]